# اس‌تی‌اس-۳۶
اس‌تی‌اس-۳۶ (انگلیسی: STS-36) یکی از ماموریت‌های برنامه شاتل‌های فضایی بود که در تاریخ ۲۸ فوریه ۱۹۹۰ از پایگاه فضایی کندی به فضا پرتاب شد. این مأموریت حدوداً ۴ روزه توسط شاتل آتلانتیس انجام گرفت و هدف اصلی آن ارسال ماهواره متعلق به وزارت دفاع ایالات متحده آمریکا بود.